# Boriss Bogdaškins
Boriss Bogdaškins (ur. 21 lutego 1990 w Rydze) – łotewski piłkarz, pomocnik. Były młodzieżowy reprezentant Łotwy.